# Internetowy serwis randkowy

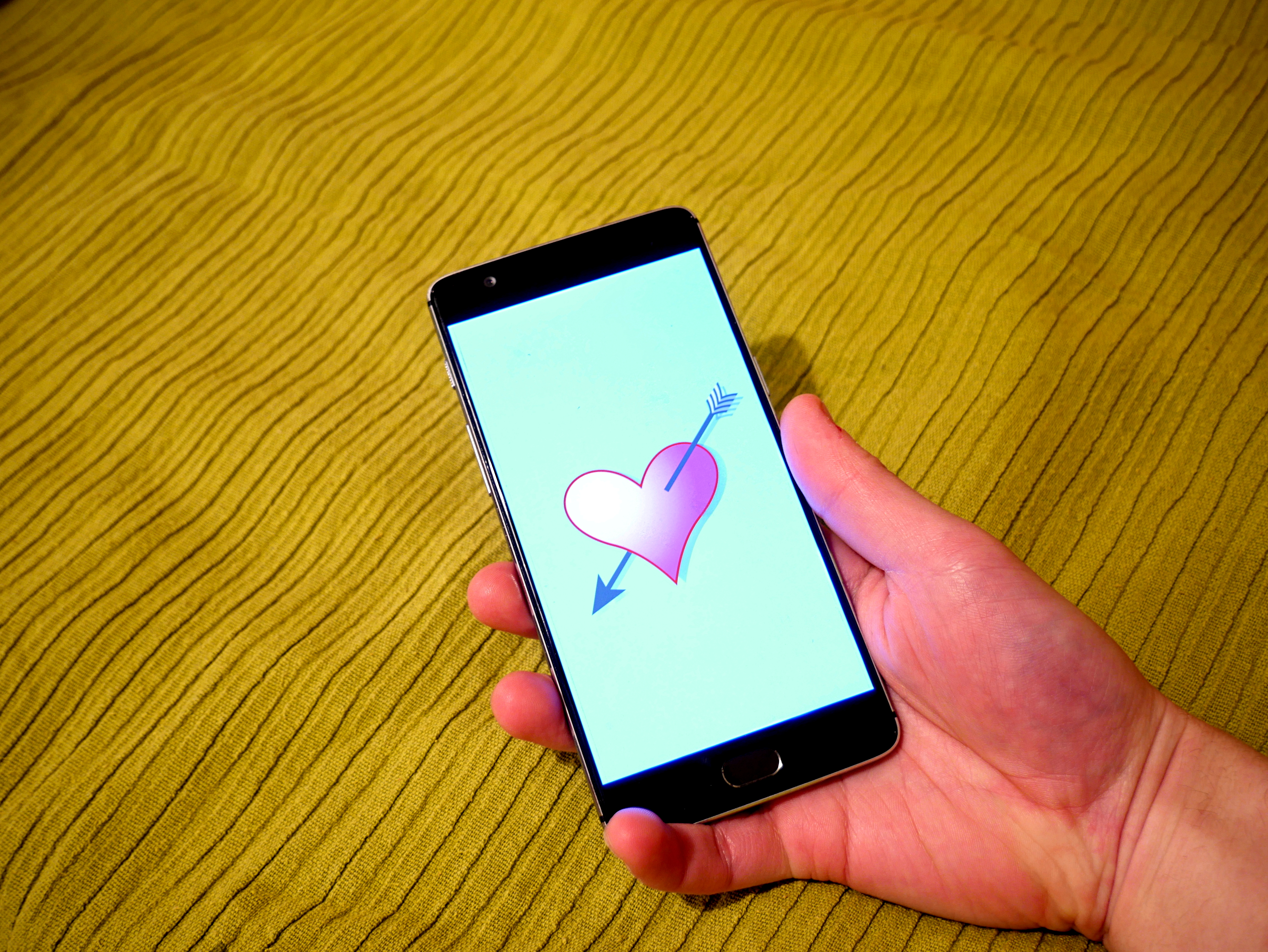

Internetowy serwis randkowy – rodzaj serwisu społecznościowego, gdzie można zawrzeć nowe znajomości w celu umówienia się na randkę.
Uważa się, że internetowe portale randkowe stanowią elektroniczną wersję swoich poprzedników – ogłoszeń matrymonialnych.
Internetowe serwisy randkowe z roku na rok zyskują masę nowych zwolenników, którzy wybierają ze względu na łatwość i dostępność usługi.

## Podział
Serwisy randkowe według sposobu dostępu można podzielić na:
- serwisy płatne, gdzie utworzenie i zamieszczenie własnego profilu jest darmowe, ale aby nawiązać bliższy kontakt należy wykupić abonament
- serwisy bezpłatne, najczęściej sponsorowane lub utrzymujące się z reklam
- serwisy o częściowej odpłatności, gdzie oferowane są dodatkowe usługi (np. zaawansowane wyszukiwanie interesujących nas profili), ale samo założenie własnego profilu i komunikowanie się z innymi uczestnikami jest darmowe.

Serwisy randkowe można także podzielić według kryteriów: sposób łączenia użytkowników oraz rodzaj użytkowników i ich preferencje. Na świecie takie rozróżnienie wprowadził Mark Brooks.
Ze względu na sposób łączenia, portale randkowe dzielimy na:
- general dating – użytkownicy korzystają z wyszukiwarek, uzupełniają profile.
- matchmaking – użytkownicy uzupełniają testy psychologiczne, algorytm systemu dobiera osoby pasujące do siebie według właściwych kryteriów.
- rozwiązania mieszane w których użytkownicy wypełniają testy psychologiczne, a następnie konsultanci portalu tak jak w biurach matrymonialnych łączą użytkowników i umawiają ich na randki po przeprowadzeniu dodatkowej analizy osobowości i rozmowy telefonicznej badającej preferencje
- social dating – aplikacje randkowe działające w oparciu o sieci znajomości i realne zainteresowania. Zintegrowane z portalami społecznościowymi typu Facebook.

Ze względu na preferencje użytkowników, serwisy randkowe dzielą się na:
- real dating – użytkownicy są dążą do nawiązania trwałej relacji, często zakończonej małżeństwem.
- flirting – użytkownicy nie dążą do nawiązania trwałej znajomości, ale jej nie wykluczają.
- casual dating/sex randki – użytkownicy szukają seks-partnera, absolutnie nie szukają trwałej relacji. Wynaturzeniem tej linii są serwisy przeznaczone do osób w małżeństwach/związkach, które szukają romansów.

Ze względu na rodzaj użytkowników, serwisy randkowe dzielimy na:
- general dating – portale, w których zalogować może się właściwie każdy
- niche dating – portale skierowane do grupy osób w oparciu o ustalone kryteria:
  - religijne (np. portal dla chrześcijan, katolików, żydów, muzułmanów, hindusów, mormonów)
  - narodowościowe (np. portal dla Polonii, dla Żydów, Meksykanów mieszkających w USA)
  - geolokalizowane (np. dla mieszkańców Londynu, Warszawy)
  - orientacje seksualna (np. Biseksualizm, homoseksualizm)
  - hobby (np. użytkownicy produktów Apple)
  - inne szczególne cechy (np. rodzice samotnie wychowujące dzieci, osoby po rozwodzie)

Serwisy randkowe to już nie tylko wyszukiwanie osób z prostej wyszukiwarki. Rozwinęły się na tyle, że kryteria wyszukiwania stale rosną. Już teraz można wyszukać partnera nie tylko po mieście czy wieku, ale również po takich cechach np. stosunek do palenia, dzieci, wyznanie itp. Serwisy randkowe rozwinęły się w stronę psychologii – dopasowują potencjalnego partnera po cechach osobowości oraz dają propozycje takich partnerów po wypełnieniu testu online.
Wiele serwisów było oskarżonych o oszukiwanie – tworzenie fikcyjnych profili, a nawet zatrudnianie pracowników do utrzymywania wirtualnych kontaktów z (płacącymi) klientami. W ostatnich latach popularne stały się portale randkowe dla katolików ze względu na fakt, iż w Polsce religia stanowi istotny element życia; w związku z czym dla wierzących osób jest to ważne kryterium przy wyborze partnera. Tworzenie tematycznych portali o charakterze religijnym spotyka się z dużą przychylnością Polaków. Statystyki z raportów z 2017 roku obejmujące usatysfakcjonowanych użytkowników skłaniają ku wnioskowi, że dzięki tego typu stronom powstało już ponad 3 tys. małżeństw kościelnych oraz 9 tys. zaręczonych par.
Strony randkowe różnią się od portali społecznościowych tym, że osoby, które z nich korzystają rejestrują się na nich w określonym celu – tj. aby zawrzeć nowe znajomości (w przypadku social mediów nie każdy życzy sobie otrzymywać zaproszenia do znajomości od osób nieznajomych).

## Portale randkowe w Polsce i na świecie
W Polsce z portali randkowych korzysta ponad 4 miliony internautów. 
Najbardziej znanymi platformami randkowymi w Polsce i na świecie są Badoo oraz Tinder (dane z października 2022 roku), dużą popularnością na świecie cieszy się także Match.com. Istnieją także serwisy koncentrujące się nie tylko na Europie lub Polsce; duże tego typu serwisy to niemiecki eDarling i polska Sympatia.pl. Istnieją również serwisy randkowe dla osób homo- lub biseksualnych, które korzystają z portali randkowych częściej w porównaniu do heteroseksualistów.